# Cá mối vện
Cá mối vện, tên khoa học Synodus variegatus, là một loài cá trong họ Synodontidae, được tìm thấy ở Ấn Độ Dương và tây Thái Bình Dương, ở độ sâu 3–121m, thông thường 5-60m. Nó có thể dài đến 40 cm.
Synodus variegatus phổ biến rộng trong khu vực Ấn Độ Dương-Thái Bình Dương. Nó có thể được tìm thấy từ ngoài khơi Đông Phi, gồm cả Hồng Hải, tới Hawaii, cũng như ven các đảo Marquesas và Ducie, về phía bắc tới quần đảo Lưu Cầu, về phía nam tới các đảo Lord Howe, Kermadec và Rapa. Ngoài ra, S. variegatus cũng được ghi nhận có ở New Zealand.

## Hình ảnh

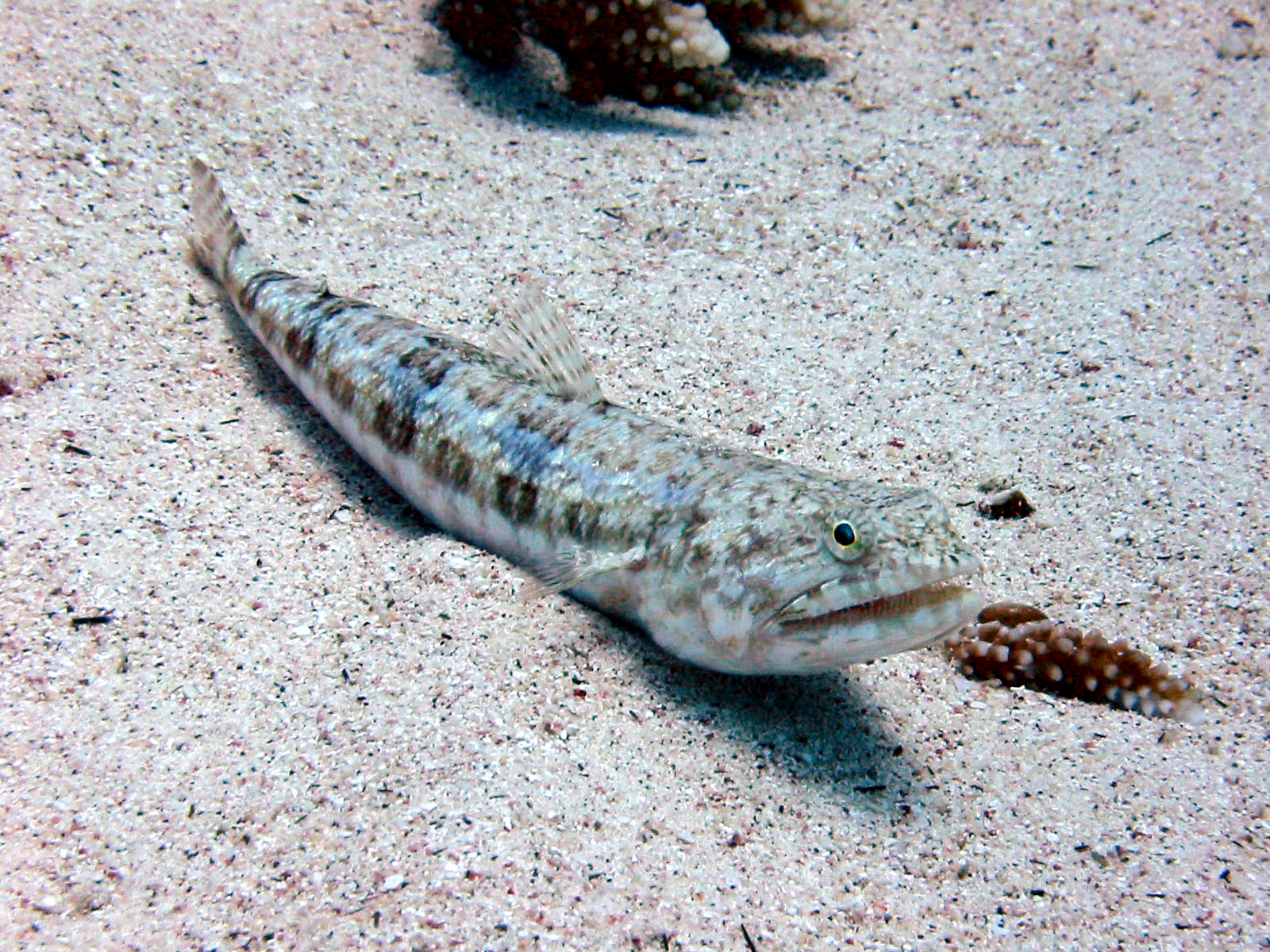
Cá mối vện ở Dahab, Biển Đỏ